# Hisar
Hisar là một thành phố và là nơi đặt hội đồng đô thị (municipal council) của quận Hisar thuộc bang Haryana, Ấn Độ.

## Địa lý
Hisar có vị trí 29°10′B 75°43′Đ / 29,17°B 75,72°Đ Nó có độ cao trung bình là 212 mét (695 feet).

## Nhân khẩu
Theo điều tra dân số năm 2001 của Ấn Độ, Hisar có dân số 256.810 người. Phái nam chiếm 55% tổng số dân và phái nữ chiếm 45%. Hisar có tỷ lệ 71% biết đọc biết viết, cao hơn tỷ lệ trung bình toàn quốc là 59,5%: tỷ lệ cho phái nam là 76%, và tỷ lệ cho phái nữ là 64%. Tại Hisar, 13% dân số nhỏ hơn 6 tuổi.